# نيكولا جوير
نيكولا جوير (بالألمانية: Nicola Geuer) مواليد 2 مارس 1988 في دويسبورغ، هي لاعبة كرة مضرب ألمانية بدأت مسيرتها كمحترفة سنة 2005 تلعب باليد اليمنى. أعلى تصنيف لها في الفردي كان 276. أعلى تصنيف لها في الزوجي كان 284.

## النهائيات

### الفردي (4–3)
| الحصيلة | الرقم | التاريخ        | الدورة                 | الأرضية    | المنافس              | النتيجة            |
| ------- | ----- | -------------- | ---------------------- | ---------- | -------------------- | ------------------ |
| الوصافة | 1.    | 13 أكتوبر 2008 | لشبونة، البرتغال       | صلبة       | ستيفاني فونجساوثي    | 3–6, 4–6           |
| الفوز   | 1.    | 27 أكتوبر 2008 | ستوكهولم، السويد       | صلبة       | آنا برازهنيكوفا      | 7–6(7–5), 1–6, 7–5 |
| الفوز   | 2.    | 2 فبراير 2009  | فالي دو لوبو، البرتغال | صلبة       | أبولونيا ملزاني      | 4–6, 6–2, 6–3      |
| الفوز   | 3.    | 18 مايو 2009   | تيلدي، إسبانيا         | ترابية     | بولا فوندفيلا كاسترو | 5–7, 6–4, 6–3      |
| الفوز   | 4.    | 12 أبريل 2010  | تسندرلو، بلجيكا        | ترابية (i) | رومينا أوبراندي      | 4–6, 6–2, 6–3      |
| الوصافة | 2.    | 23 أغسطس 2010  | أنسخديه، هولندا        | ترابية     | بيبيان ويجيرس        | 1–6, 2–6           |
| الوصافة | 3.    | 16 أبريل 2012  | أنطاليا، تركيا         | صلبة       | يانا باشينا          | 3–6, 4–6           |

## وصلات خارجية
- نيكولا جوير على موقع رابطة محترفات التنس (الإنجليزية)
- نيكولا جوير على موقع الاتحاد الدولي لكرة المضرب (الإنجليزية)
- نيكولا جوير على موقع إي إس بي إن.كوم (الإنجليزية)

- الموقع الرسمي